# M8
Мъглявината Лагуна (позната още като М8 и NGC 6523) е гигантски междузвезден газов облак, съставен предимно от йонизиран водород (H II), намиращ се по посока на съзвездието Стрелец. В ясна и тъмна нощ, наблюдатели с добро зрение могат да я наблюдават и с просто око. Като HII област, в мъглявината кипят бурни процеси на звездообразуване. С бинокъл се вижда като светъл овал с ярко ядро.

## Положение
М8 заема площ от 90'х40'. Разстоянието до нея се оценява на 4100 св.г., което дава линеен диаметър от 110х50 св.г. Мъглявината съдържа голямо количество глобули – малки, тъмни облаци от междузвезден газ и прах, претърпяващи гравитационен колапс, най-забележимите от които са каталогизирани от Едуард Барнард под номера B88, B89, B236.

## Откриване
Открита е през 1747 от Гийом Льо Жантий. Като други мъглявини, при дълга експонация тя изглежда розова.

## Във фантастиката
В „Бойна звезда: Галактика“ мъглявината се появява в епизода „У дома“, Част II. Когато героите се намират близо до гроба на Атина на Кобол, те използват мъглявината за маркер за положението на Земята. Героите грешно посочват, че мъглявината се намира в Скорпион, като по-късно сценаристите признават за пропуска.